# Alkborough
Alkborough är en ort och civil parish i Storbritannien.   Den ligger i kommunen North Lincolnshire och riksdelen England, i den sydöstra delen av landet, 240 km norr om huvudstaden London. Alkborough ligger 50 meter över havet och antalet invånare är 458.
Terrängen runt Alkborough är huvudsakligen platt. Alkborough ligger uppe på en höjd. Runt Alkborough är det ganska tätbefolkat, med 139 invånare per kvadratkilometer. Närmaste större samhälle är Scunthorpe, 11,7 km söder om Alkborough. Trakten runt Alkborough består till största delen av jordbruksmark.